# Estación de Villafranca del Panadés
Villafranca del Panadés (Vilafranca del Penedès en catalán y oficialmente) es una estación de la línea R4 de Rodalies Renfe de Barcelona situada en el municipio homónimo.
Es una de las estaciones de la llamada línea de Villafranca que une Barcelona con la estación de San Vicente de Calders (en Vendrell) por el interior. Esta estación es cabecera de parte de los servicios de la línea que por ella pasa.
Carece en la actualidad de servicios que no sean de cercanías, si bien durante el corte que se produjo en la línea R2 (2007) los servicios de Media Distancia fueron desviados por la línea de Villafranca los fines de semana, cuando la línea tenía surcos suficientes para dar cabida a dichas circulaciones pasando por esta estación sin efectuar parada. Así mismo se desviaron aquellos servicios de Larga Distancia que no finalizaban recorrido en Tarragona o Campo de Tarragona.
A escasos 300 metros se encuentra la estación de autobuses, dónde se encuentra la N40 que une Villafranca, San Sadurní de Noya y Barcelona, en horario nocturno.
La estación fue remodelada en 2006 cuando la línea se soterró parcialmente a su paso por el casco urbano.
| << cabecera | < estación | línea | estación >                       | cabecera >>     |
| --- | ---------- | ----- | -------------------------------- | --------------- |
| Rodalies de Catalunya de Renfe                                                                                      |            |       |                                  |                 |
| San Vicente de Calders                                                                                              | Els Monjos |       | La Granada 1 San Sadurní de Noya | Tarrasa Manresa |
| terminal |            |       | La Granada 1 San Sadurní de Noya | Tarrasa Manresa |
| 1. Algunos trenes no efectúan parada ni en La Granada ni en Lavern-Subirats, siendo la próxima San Sadurní de Noya. |            |       |                                  |                 |